# V528 Андромеды
V528 Андромеды (лат. V528 Andromedae) — одиночная переменная звезда в созвездии Андромеды на расстоянии (вычисленном из значения параллакса) приблизительно 4848 световых лет (около 1486 парсеков) от Солнца. Видимая звёздная величина звезды — от +13,05m до +12,8m.

## Характеристики
V528 Андромеды — жёлто-белая пульсирующая переменная звезда типа SX Феникса (SXPHE) спектрального класса F-A. Радиус — около 2,25 солнечных, светимость — около 14,087 солнечных. Эффективная температура — около 7458 K.